# Annie van Velzen

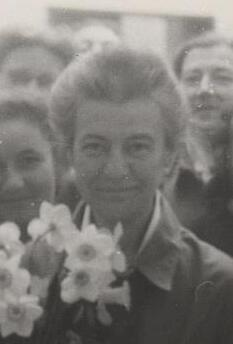
Annie van Velzen, 1945

Anna Maria Antonia „Annie“ van Velzen (* 30. April 1894 in Den Haag; † 3. Juni 1967 in Nijmegen) war eine niederländische Inspektorin der Kinderpolitie und während des Zweiten Weltkrieges im niederländischen Widerstand aktiv.

## Werdegang
Annie van Velzen wurde als jüngstes Kind von Anna Helena Bernardina Bustin (1858–1937) und Leonardus Johannes Marie van Velzen (1854–1916) in Den Haag geboren. Ihre Mutter stammte aus einer gut situierten Mittelstandsfamilie und ihr Vater war ein erfolgreicher Konditor mit mehreren Zweigstellen. Sie wuchs mit ihren vier Brüdern als einziges Mädchen auf, nachdem ihre drei zuvor geborenen Schwestern früh gestorben waren. Die Eltern sorgten für eine angemessene Ausbildung und schickten die Kinder auf renommierte katholische Internate. Ab dem Alter von sieben Jahren besuchte Annie van Velzen das von Franziskanerinnen geleitete Internat Saint Joseph in Etten, wo Französisch die Hauptsprache war. Mit dreizehn Jahren kehrte sie nach Hause zurück, besuchte die weiterführende Schule bis zum Mulo-Abschluss und half ihrem Vater im Geschäft und den finanziellen Angelegenheiten.
Im Jahr 1915 zog sie mit ihren Eltern und der Witwe Cullen, die als Verkäuferin bei ihrem Vater gearbeitet hatte und seit Jahren bei der Familie lebte, nach Nijmegen, nachdem ihr jüngster Bruder die Konditorei in Den Haag übernommen hatte. Dort bezogen in ein neues Haus am Hazenkampseweg. Annie van Velzen engagierte sich im katholischen Gemeinde- und Vereinsleben und wurde zur führenden Aktivistin der Missionsgesellschaften ihrer Gemeinde, die gegründet wurden, um Kinder und Erwachsene zum katholischen Glauben zu führen. Außerdem wurde sie Vorstandsmitglied des R.K. Huisvestings-comité Nijmegen (R.K. Wohnungsbauausschuss Nijmegen). Als 1926 die Deiche im Maastal brachen, war Annie van Velzen eine der treibenden Kräfte im Nijmegener Hochwasserkomitee. Beim Hochwasser der  Maas im Winter wurden in den Provinzen Limburg, Nordbrabant und Gelderland Gebiete überflutet. Im Anschluss erhielt sie ihre erste bezahlte Arbeit als Schreibkraft bei der Armenverwaltung.

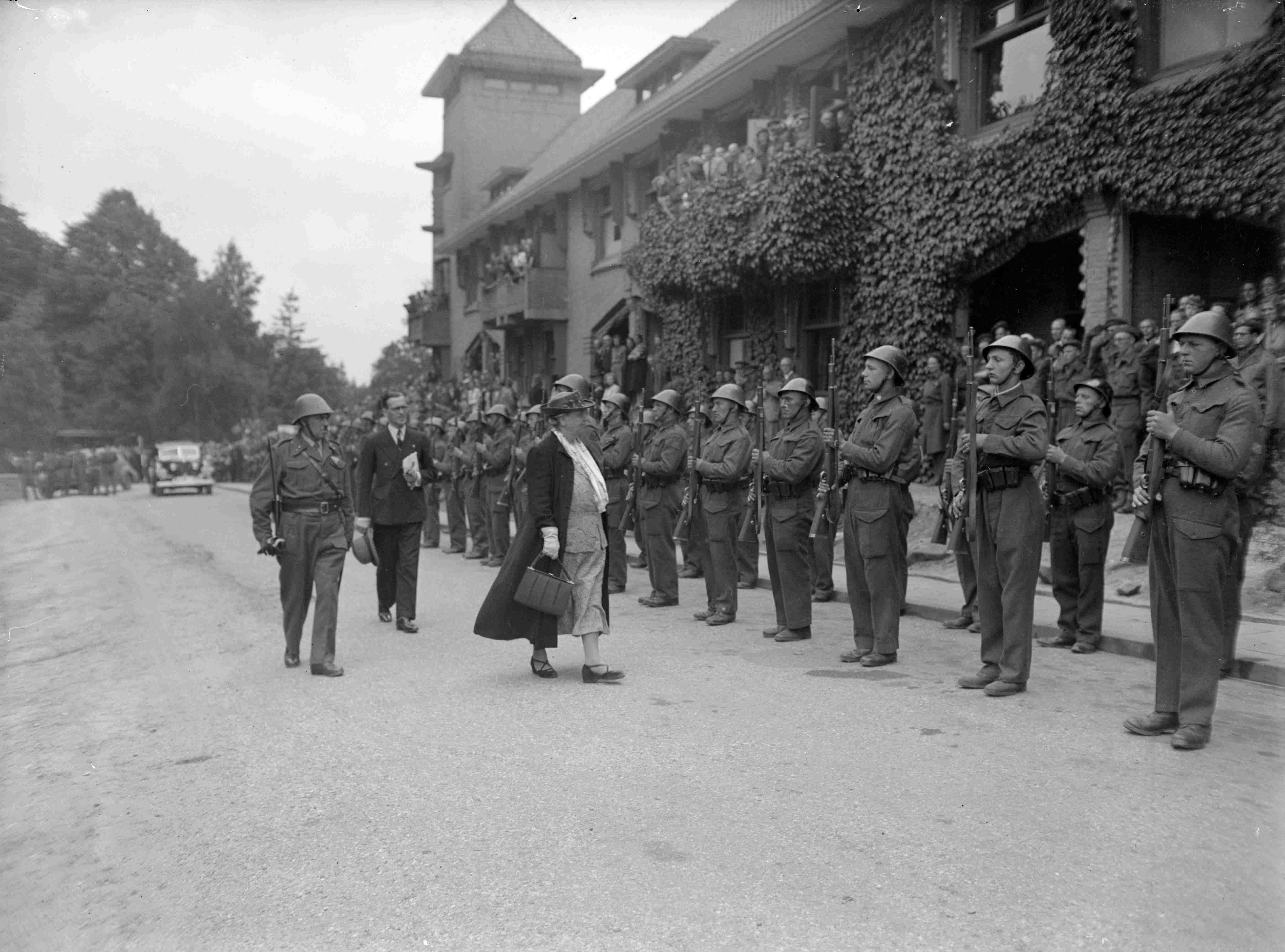
Huize St. Anna bei einem Besuch von Königin Wilhelmina 1945, Groesbeekseweg 327

 Im Jahr 1927 bewarb sie sich um die für eine Frau ausgeschriebene Stelle einer Polizeiassistentin beim neu gegründeten Bureau Kinderpolitie (Kinderpolizeibüro) in Nijmegen. Diese sollte das Bindeglied zwischen der regulären Polizei einerseits und dem Sozial- und Bewährungsdienst andererseits werden. Da ihr Bewerbungsschreiben zu spät kam und die Stelle bereits mit Jeannette Geldens besetzt wurde, erhielt sie erst einige Monate später eine freie Stelle. Zusammen richteten sie ihre Arbeit auf Prävention statt Bestrafung aus. Die beiden Frauen untersuchten die Ursachen von Schulschwänzen, Vandalismus und Kriminalität, boten Hilfestellung für junge unverheiratete Mütter, griffen bei Fällen von Kindesmissbrauch ein und machten Hausbesuche. Als Annie van Velzens Mutter 1934 in das Pflegeheim Huize St. Anna am Groesbeekseweg 327 zog, begleitete sie ihre Mutter und lebte nach deren Tod im Jahr 1937 weiterhin als Mieterin dort.

## Tätigkeit im Widerstand
Mit Beginn des Zweiten Weltkrieges und der Besetzung der Niederlande war Annie van Velzen im Widerstand aktiv. Sie stellte Lebensmittelkarten und Ausweise aus, beriet das Jugendamt, wie Jungen von der Arbeitspflicht in Deutschland befreit werden konnten und warnte bei anstehenden Verhaftungen. Als die deutschen Besatzer im Mai 1943 das Huize St.Anna beschlagnahmten, zog sie zu ihrem früheren Arbeitskollegen und pensionierten Polizeikommissar Alard und seiner Tochter in die St. Annastraat. Das Nijmegener Büro der Kinderpolitie wurde der Kriminalabteilung von Inspektor Frans Prick zugeteilt. Gemeinsam mit zahlreichen Polizisten der Kriminalpolizei und der Kinderpolitie war sie Teil einer Widerstandsgruppe um Prick.
Im September 1943 wurde die Gruppe durch einen Spion des SD verraten. Prick tauchte unter, Annie van Velzen und weitere Personen wurde am 29. September 1943 verhaftet. Sie wurde sechs Wochen im Untersuchungsgefängnis in Arnhem festgehalten und mehrfach vom SD verhört. Im November wurde sie in das KZ Herzogenbusch deportiert und am 6. September 1944 zusammen mit 650 anderen Frauen in das Frauenlager des KZ Ravensbrück transportiert, das sie am 9. September erreichte. Dort kam sie in die Siemens-Fabrik, die direkt neben dem Lager errichtet worden war und musste Zwangsarbeit verrichten. Nach der Befreiung des Lagers kam sie im April 1945 mit einem Rettungstransport des Schwedischen Roten Kreuzes nach Malmö in Schweden, wo sie sechs Monate zur Genesung verbrachte.

## Weiteres Leben
Am 25. August 1945 kehrte Annie van Velzen in die St. Annastraat zurück und nahm ihre Arbeit bei der Kinderpolitie wieder auf. Anfang 1946 wurde sie zur Inspektorin und 1950 zur Leiterin der Abteilung ernannt. Geprägt von ihren negativen Erfahrungen im KZ und geleitet von ihrem katholischen Glauben setzte Annie van Velzen die Priorität in ihrer Arbeit auf soziales Engagement, Altruismus und einen personenzentrierten Ansatz. 1955 ging sie in den Ruhestand. Sie zog in eine Neubauwohnung im Zentrum von Nijmegen und engagierte sich in sozialen Projekten. So wurde sie stellvertretende Direktorin des katholischen Labrehuis in Nijmegen, einer Unterkunft für obdachlose Männer, und gehörte zum Gründungskomitee einer Unterkunft für obdachlose Frauen. Im Juni 1967 starb Annie van Velzen in Nijmegen.

## Auszeichnungen
- Auszeichnung zum Ritter des Ordens von Oranien-Nassau für ihre Tätigkeit im Widerstand während des Zweiten Weltkrieges.[1]